# Транспортне управління затоки Массачусетс
Транспортне управління затоки Массачусетс (англ. Massachusetts Bay Transportation Authority, MBTA) — державний оператор більшості автобусів, метро, приміських залізничних колій і поромних систем в Бостоні і штаті Массачусетс. Його безпосереднім попередником було міське управління транспорту (англ. Metropolitan Transit Authority, MTA). Місцеві жителі називають його просто «The T». У 1960 році влада ухвалила логотип у вигляді літери T в колі, натхненна логотипом Стокгольмського метро. У 2008 році громадським транспортом користувалися 1 300 000 пасажирів кожен будній день, з яких 598 200 осіб користувалися метро, що робить його четвертим за жвавістю метрополітеном в Сполучених Штатах.
У MBTA є незалежний відділ правоохоронних органів, поліція транспортного управління затоки Массачусетс. MBTA є одним з двох американських агентств, які обслуговують всі п'ять основних видів транзитних транспортних засобів: приміські потяги, метро, легкові автомобілі, електричні тролейбуси й автобуси. Другим агентством є Транспортне управління Південного Сходу Пенсільванії.
MBTA є найбільшим споживачем електроенергії в штаті Массачусетс, і другим за величиною власником землі після Департаменту охорони і відпочинку. У 2007 році його автобусний парк був найбільшим споживачем альтернативних видів палива в країні. 26 червня 2009 року губернатор Деваль Патрік підписав закон, що поміщає MBTA, поряд з іншими державними установами транспортування, в адміністративний орган Массачусетського департаменту транспорту.

## Історія

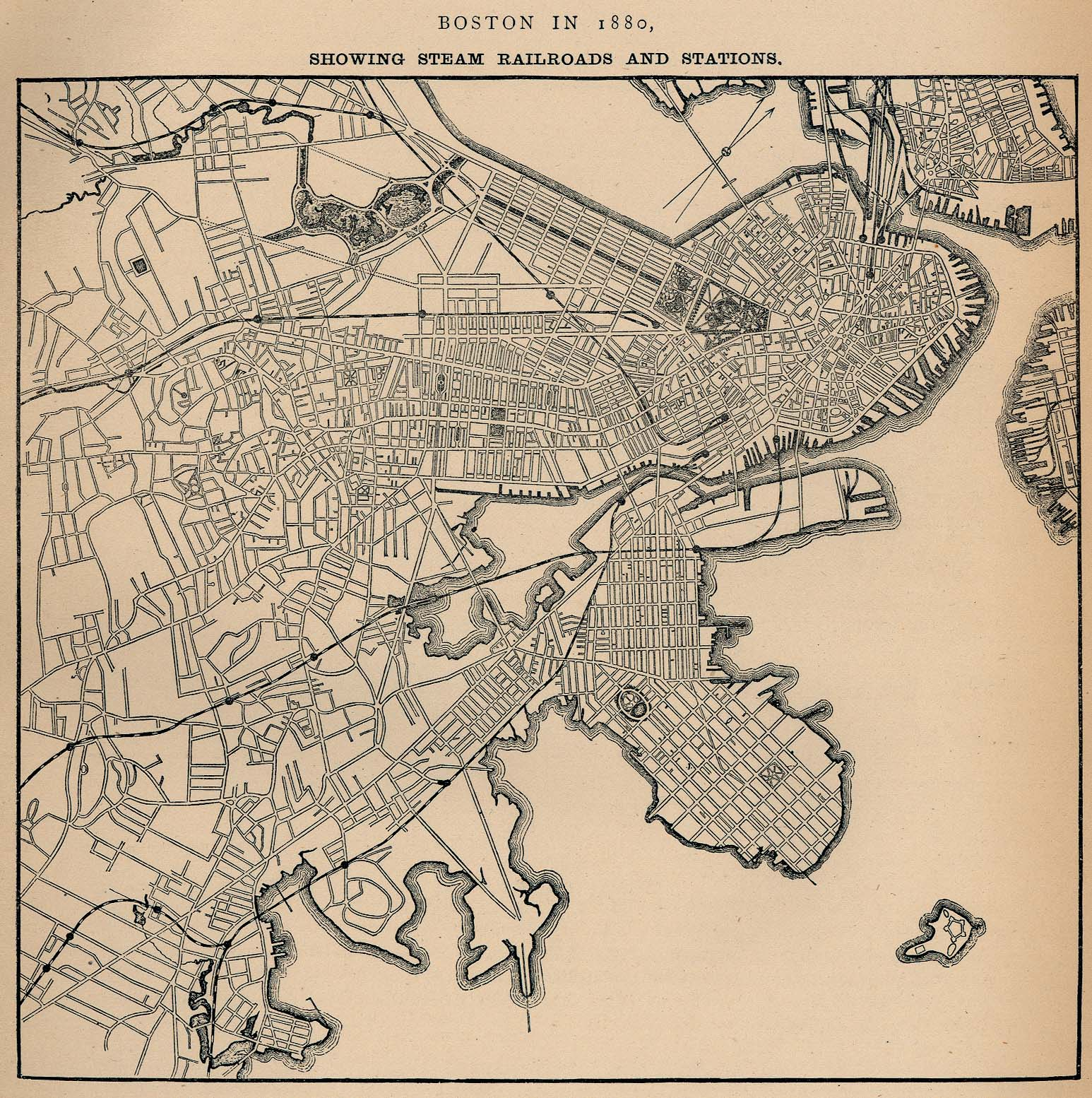
Залізниця в Бостоні в 1880-ті роки

### Залізниця
Незабаром після того, як поїзд став практичним для громадського транспорту, в 1830 році була заснована приватна залізниця, що з'єднує Бостон і Лоуелл. Вона є однією з найстаріших залізниць в Північній Америці. Це стало початком для розвитку американських міжміських залізниць.

### Трамваї
Трамвайні шляхи в Бостоні почали з'являтися з відкриття Кембриджської залізниці 26 березня 1856 року. Пізніше багато хто з цих компаній, які володіли трамваями, були консолідовані, а гужові транспортні засоби переведені на електричну тягу.

### Метро
Трамвайні затори в центрі Бостона сприяли будівництву метро в 1897 році. Лінія під вулицею Тремонт Стріт стала першим метрополітеном в Сполучених Штатах. Перша підземна лінія метро з'явилися в Бостоні за 7 років до першої підземної лінії метро в Нью-Йорку, і через 34 роки після першої лінії Лондонського метро.

### Автобуси
1922 року в Бостоні почали замінювати наземний залізничний транспорт на автобуси. До початку 1953 року єдину трамвайну колію з'єднували два тунелі — основний Тремонт Стріт і короткий тунель (зараз Гарвардський автобусний тунель) на Гарвардській площі.

## Послуги MBTA

### Автобуси ітролейбуси

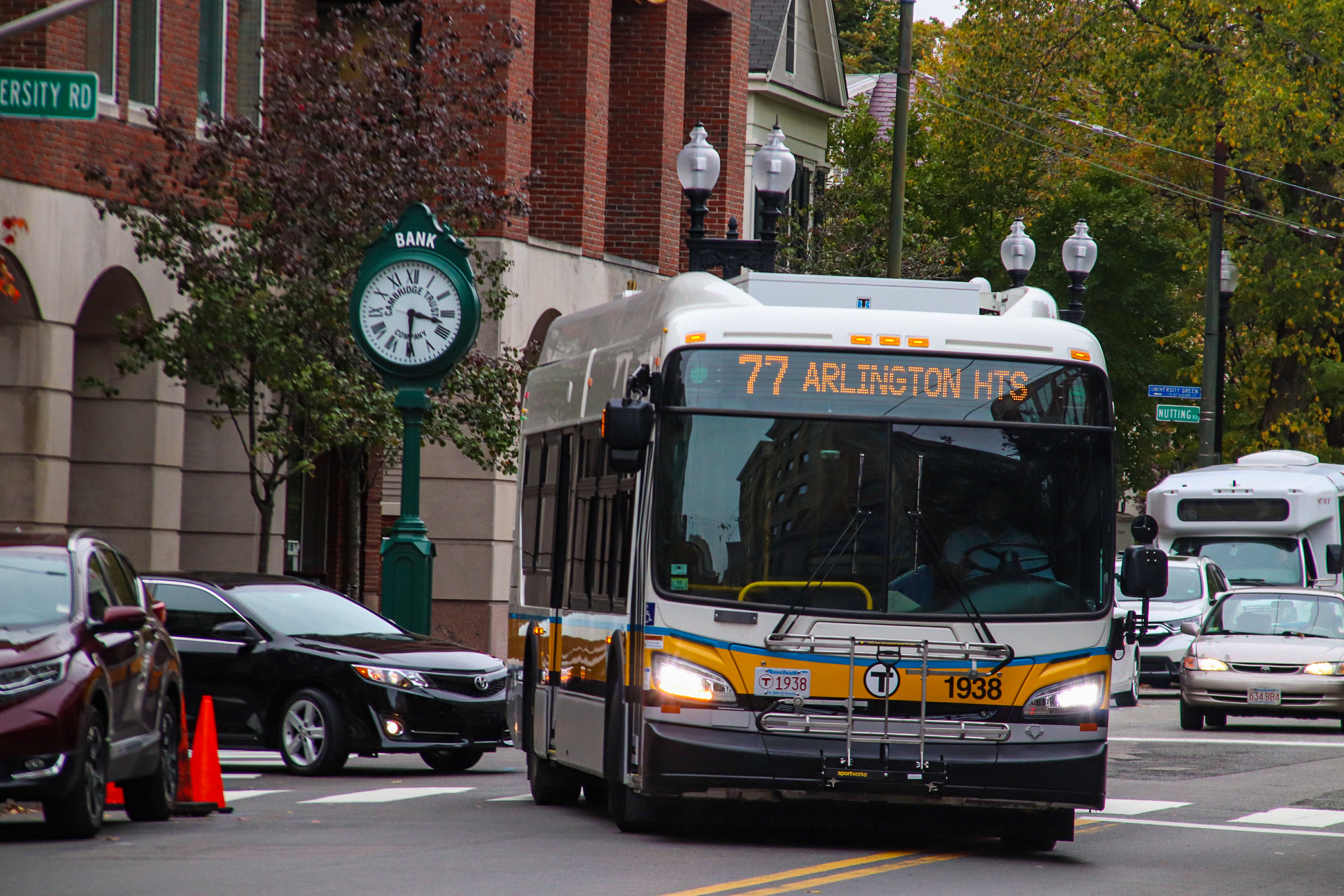
Типовий MBTA XDE40 автобус

Автобусна система MBTA є сьомою за кількістю пасажирів в країні і містить більш ніж 150 маршрутів по всьому Великому Бостону. Крім транспортного управління затоки Массачусетс, ще сім компаній надають транзитні автобуси. Всі вони мають свої тарифи і субпідрядні операції. Оплатити проїзд можна за допомогою CharlieCard, які використовуються в метро.
Срібна лінія є першою послугою MBTA як швидкісного транзитного автобуса, попри те, що в ній відсутні багато з характеристик цього виду транспорту. Лінія працює з 2002 року. До 1 січня 2007 року проїзд до метро в центрі міста був безкоштовний.
У 2005 році автобусами і тролейбусами користувалися в середньому 363 500 осіб щодня (не включаючи Срібну лінію), що становить 31,8 % від загального числа пасажирів MBTA.

### Метро
Метро складається з трьох ліній: Червоної, Помаранчевої та Синьої. Також є дві лінії легкорейкового транспорту: Зелена і Швидкісна лінія Ашмонт — Маттапан (є своєрідним продовженням Червоної лінії). Всі чотири лінії перетинаються в центрі міста. Помаранчева і зелена лінії (які йдуть паралельно) перетинаються безпосередньо на двох станціях. Зелена лінія має чотири розгалуження в західній частині: «B» (Бостонський коледж), «C» (Клівленд Секл), «D» (Ріверсайд) і «E» (Хіт Стріт). Частина зеленої лінії між станціями Парк Стріт і Бойлстон стріт стала першою лінією метро в Сполучених Штатах. Її відкриття відбулося в 1897 році. 26 серпня 1965 року лініям були присвоєні кольори у зв'язку з перейменуванням MTA в MBTA в 1964 році.
У 2005 фінансовому році послугами метро (в тому числі Срібною лінією швидкісного транзитного автобуса) користувалися 628 400 осіб в день або 55,0 % від числа всіх пасажирів MBTA.

#### Лінії
- Синя лінія найкоротша лінія 10 км.
- Помаранчева лінія проходить з півночі на південь, 18,5 км.
- Червона лінія проходить з північного заходу на південний схід і південь налічує два маршрути довжиною 51,5 км.
- Зелена лінія найдовша лінія, налічує чотири маршрути довжиною 36,4 км.

### Приміська залізниця

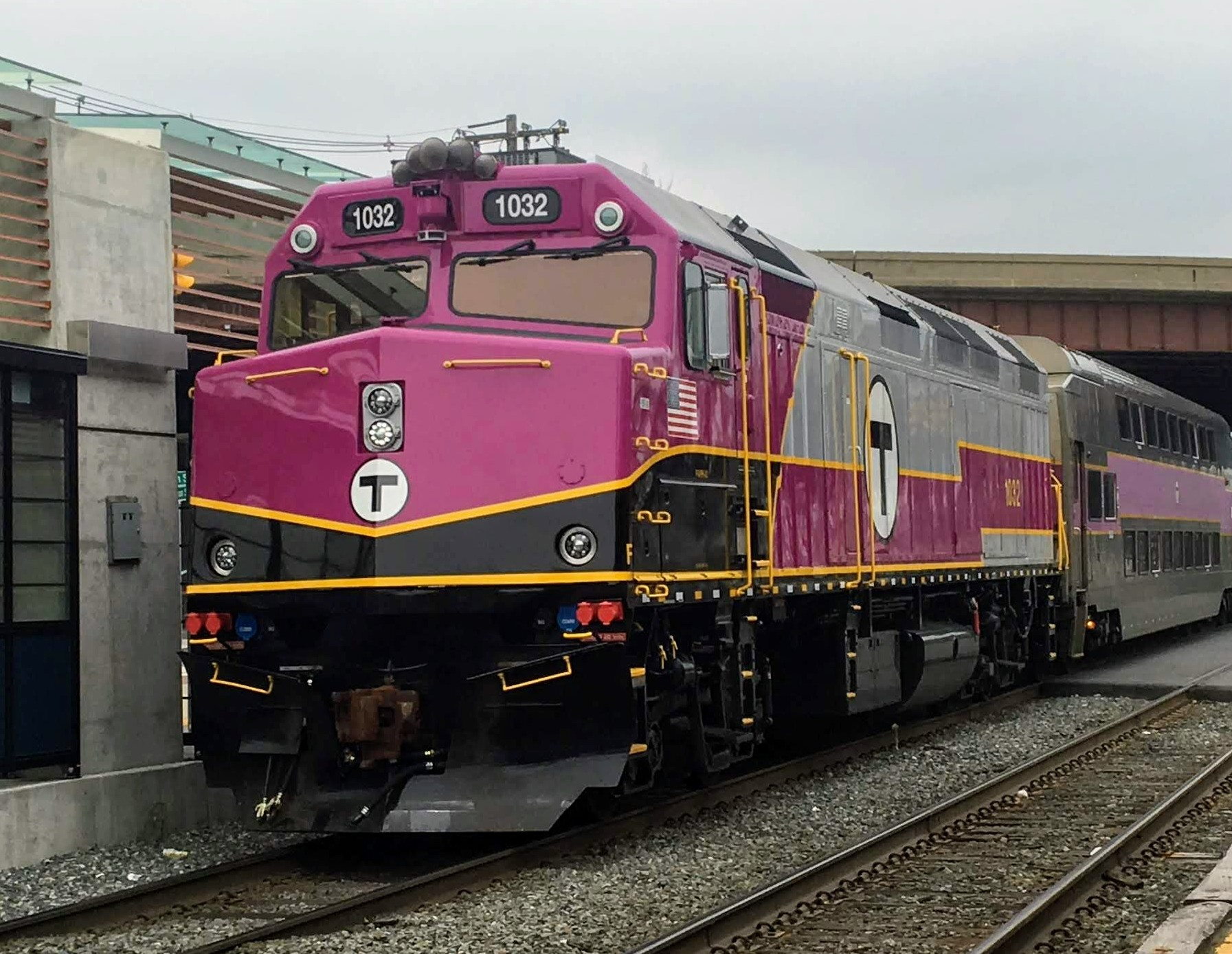
Тепловоз MPI F40PH-3C.

Залізниця складається з 12 ліній. Одна з них забезпечує доступ до стадіону Жилетт Стедіум для проведення спеціальних заходів в межах або поблизу Фоксборо. Система залізниць є п'ятою за жвавістю в країні і перевозить до 130 000 осіб на день.

### Пороми

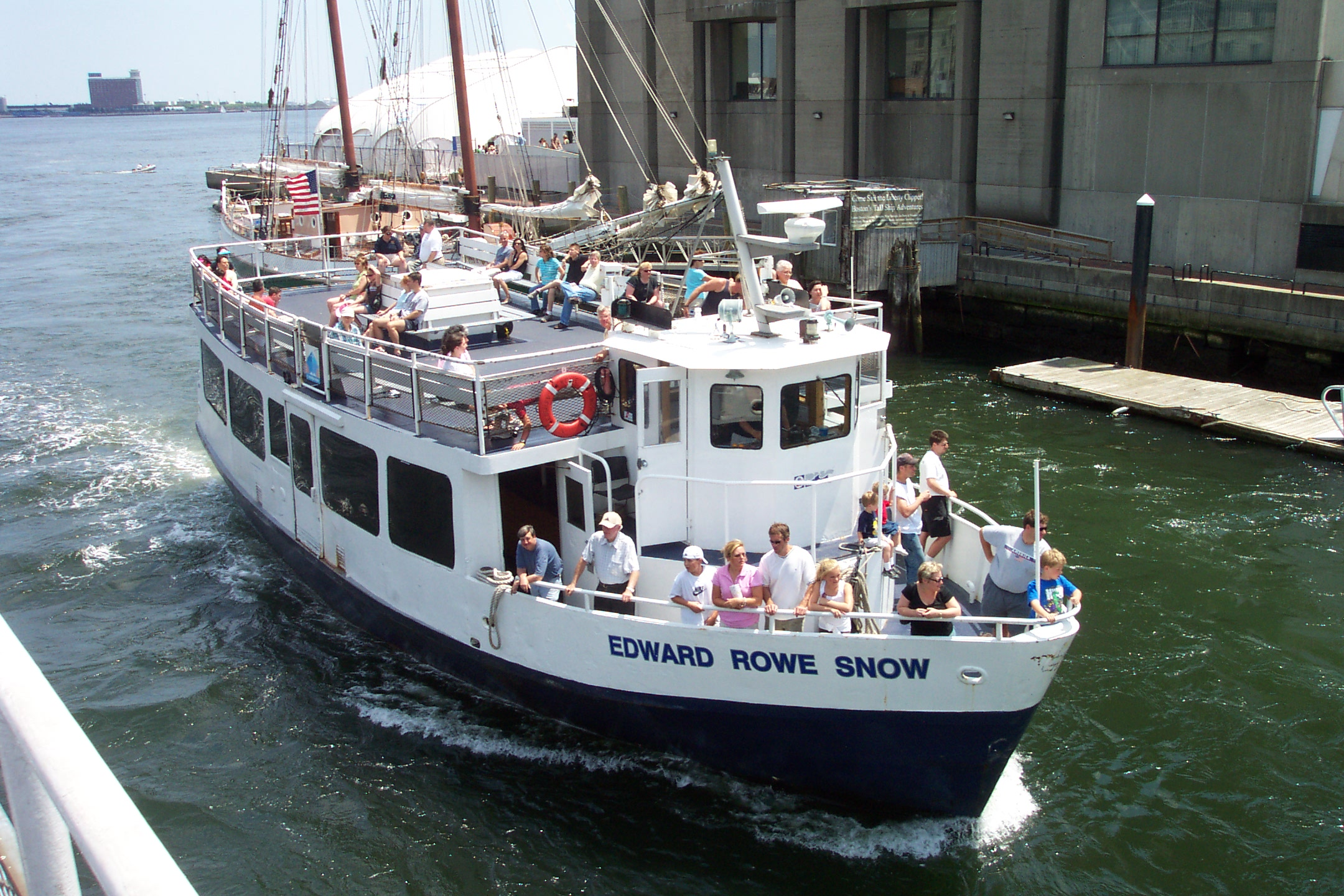
Судно Едвард Роу Сноу з пасажирами з Чарльстона в порту

Поромна система складається з декількох маршрутів через Бостонський порт і сусідні міста. Одним з них є маршрут, який з'єднує центр міста з військово-морською верф'ю в Чарльзтауні. Інші маршрути пов'язують центр міста і Хінг, Халл, Салем і Квінсі, а також Міжнародний аеропорт Логан.
Всі послуги надаються й управляються приватними компаніями за контрактом з транспортним управлінням затоки Массачусетс. У 2005 році пороми переправляли 4650 пасажирів (0.41 % від загальної кількості пасажирів MBTA) в день.

### Парковка
Парковки та автостоянки MBTA обслуговують багато об'єктів, такі як залізничні станції, станції метрополітену, і мають загальну місткість в 46 000 автомобілів. Кількість місць на станціях з паркуванням коливається від декількох десятків до понад 2500. Більшість стоянок розташовані поблизу основних шосе. Багато заповнюються під час ранкової години пік.
Плата за стоянку (2008 рік):
- Підземні стоянки на станціях метрополітену — $7
- Наземні стоянки на станціях метрополітену — $5-6
- Стоянки на залізничних станціях — $4
- Стоянки на станціях приміських поромів — $3

На більшості станціях також є стоянки для велосипедів. Парковки управляються LAZ Parking Limited, LLC за контрактом з MBTA.

### Поточні проекти

#### Синя лінія
Існує пропозиція про продовження синьої лінії на північ до міста Лінн. Шлях буде проходити через болото поруч із залізничною лінією Ньюберіпорт/Рокпорт. Будівництво планується почати в 2017 році.

#### Зелена лінія

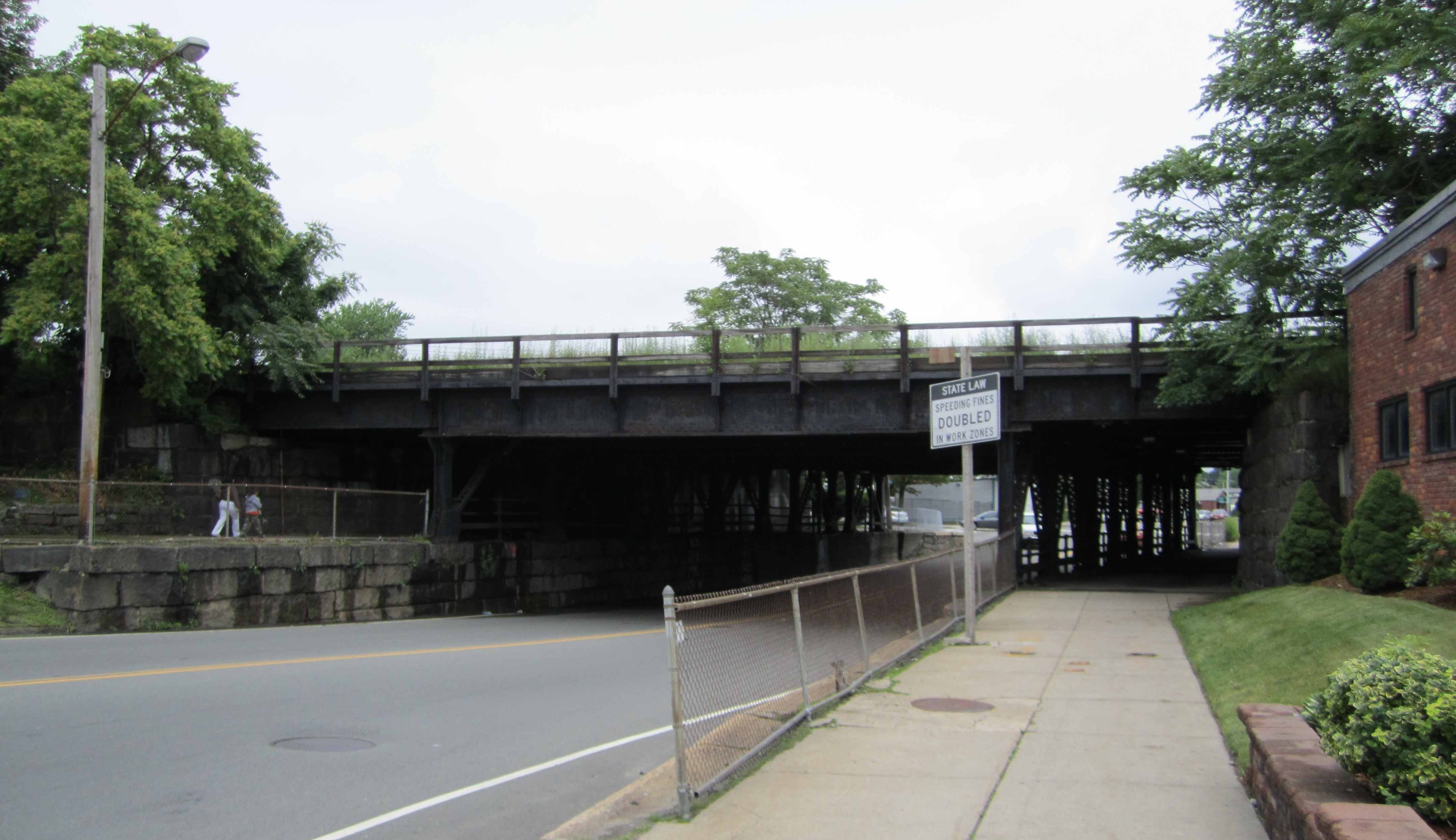
Майбутнє місце станції Washington Street

У зв'язку зі збільшенням автомобільних викидів Великого Бостонського тунелю уряд штату Массачусетс ухвалив рішення продовжити Зелену лінію на північ до Сомервіллю і Медфорду. Серед нових станцій будуть такі, як Washington Street, Lechmere Station та інші.